# Burt megye
Burt megye az Amerikai Egyesült Államokban, azon belül Nebraska államban található. Megyeszékhelye és legnagyobb városa Tekamah. Lakosainak száma 6722 fő (2020. április 1.). Burt megye Thurston, Washington, Cuming, Dodge, Monona és Harrison megyékkel határos.

## Népesség
A megye népességének változása:
| Lakosok száma | 6838 | 6780 | 6661 | 6574 | 6585 | 6722 |
|               | 2010 | 2011 | 2012 | 2013 | 2015 | 2020 |